# Thomson-Houston Electric Company
Ne doit pas être confondu avec Compagnie française pour l'exploitation des procédés Thomson-Houston.

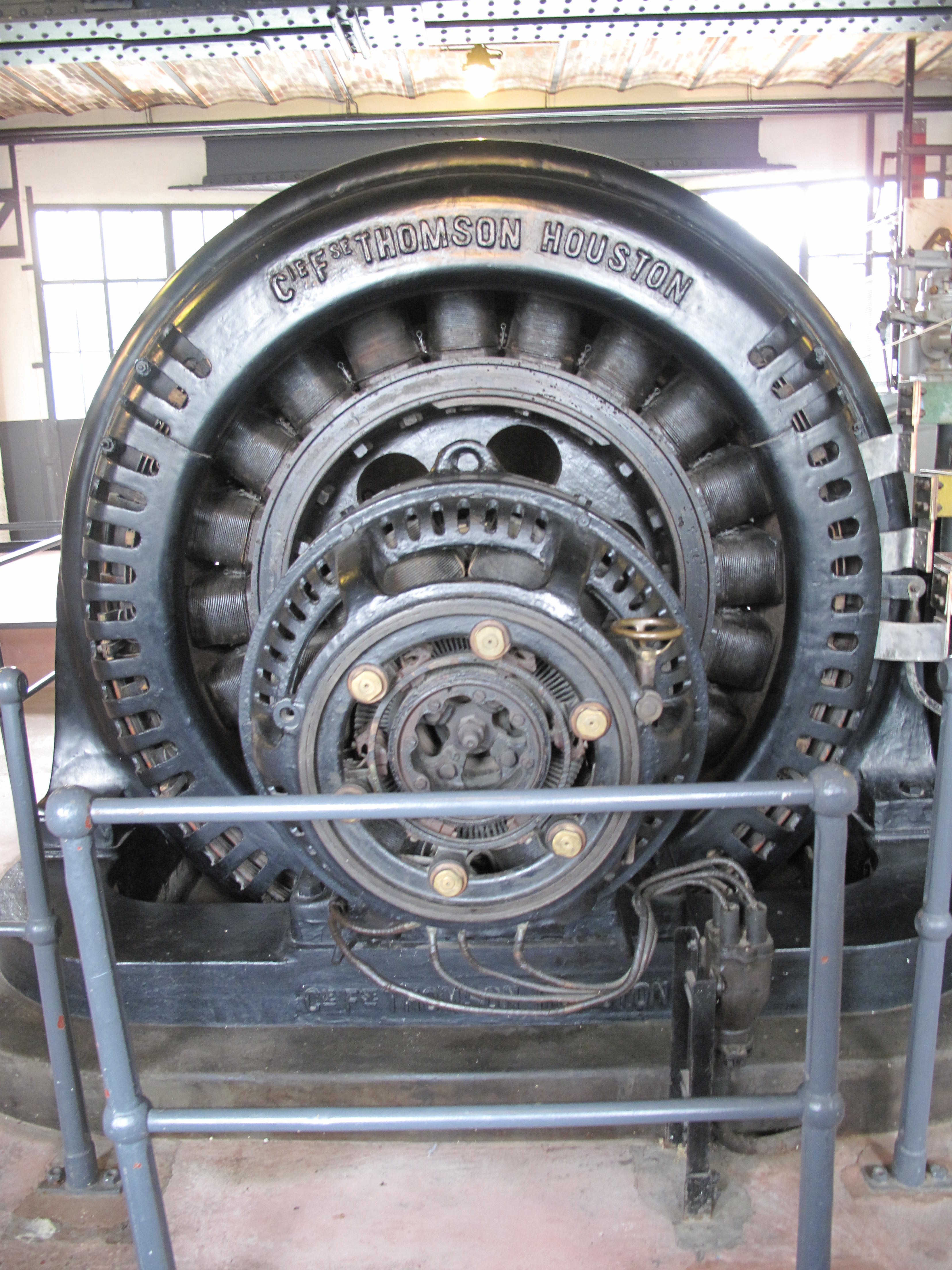
Moteur construit par Thomson Houston

La société Thomson-Houston Electric Company est fondée en 1882 sur la base de la fusion de la société American Electric Company d'Elihu Thomson et des intérêts d'Edwin J. Houston.
En 1889, Thomson-Houston achète la Van Depoele Electric Light Company de Charles van de Poele et fusionne avec la société Edison General Electric Company en 1892, pour donner naissance à General Electric avec son siège social à Schenectady.

## Sociétés internationales

### Thomson-Houston Electric Company
La société Thomson-Houston Electric Company est fondée en 1882

### British Thomson-Houston
British Thomson-Houston (BTH), fondée en mai 1896, était une filiale de General Electric. Elle existait depuis 1886 sous le nom de Laing, Wharton and Down. BTH a été intégrée à la société Associated Electrical Industries (AEI) en 1928, par une fusion de BTH avec Metropolitan-Vickers.
Cette fusion a fait de Associated Electrical Industries le plus important fournisseur militaire de tout l'Empire britannique pendant les décennies suivantes, particulièrement pendant la Seconde Guerre mondiale.
Pendant cette guerre, General Electric International basé aux États-Unis est actionnaire principal d'AEI et du contracteur militaire nazi German General Electric tout en étant lié par cartel au contracteur militaire nazi Krupp [source insuffisante]. AEI a ensuite été acquise par General Electric Company plc ou GEC qui n'appartient plus à l'entreprise américaine General Electric depuis la nationalisation par le Gouvernement travailliste de Grande-Bretagne en 1967.
GEC a procédé en 1999 à une scission de ses activités liées à la défense, créant deux sociétés, Marconi plc et Marconi Corporation plc, devenues depuis Telent plc.

### Compagnie française Thomson-Houston
Fondée en 1893 à Paris, la Compagnie Française Thomson-Houston (CFTH), alors filiale de General Electric, est à l'origine des noms des sociétés Thomson-Brandt (devenue Thomson Grand Public puis Technicolor), Thomson-CSF (devenue Thales) et Als-Thom (devenue Alstom). La dénomination exacte était Compagnie française pour l'exploitation des procédés Thomson-Houston.

### Principaux investissements
Fabricant de grands équipements électriques pour les lignes à haute tension, Thomson-Houston Electric Company investit dans les opérateurs de ces lignes. La société Union pour l'industrie et l'électricité est par exemple mise en place en août 1930 par la société financière du groupe d'Ernest Mercier et celle du groupe Thomson-Houston Electric Company.
Dès les années 1900, le groupe avait investi dans deux autres sociétés développant des réseaux électriques, l'Énergie électrique du littoral méditerranéen et l'Énergie électrique du Sud-Ouest.